# Kanton Le Port-1 Nord
Der Kanton Le Port-1 Nord war von 1988 bis 2015 ein französischer Wahlkreis im Arrondissement Saint-Paul des Übersee-Départements Réunion. Er umfasste einen Teil der Gemeinde Le Port.